# (15504) 1999 RG33
A (15504) 1999 RG33 a Naprendszer kisbolygóövében található aszteroida. A Catalina Sky Survey program keretein belül fedezték fel 1999. szeptember 4-én.

## Kapcsolódó szócikk
- Kisbolygók listája (15501–16000)